# Anomophthalmini
Los anomoftalminos (Anomophthalmini) son una tribu de insectos coleópteros curculiónidos pertenecientes a la subfamilia Entiminae.  

## Géneros
- Anomophthalmus
- Sysciophthalmus